# Olustee
Olustee é uma cidade  localizada no estado norte-americano de Oklahoma, no Condado de Jackson.

## Demografia
Segundo o censo norte-americano de 2000, a sua população era de 680 habitantes.
Em 2006, foi estimada uma população de 635, um decréscimo de 45 (-6.6%).

## Geografia
De acordo com o United States Census Bureau tem uma área de
2,1 km², dos quais 2,1 km² cobertos por terra e 0,0 km² cobertos por água. Olustee localiza-se a aproximadamente 406 m acima do nível do mar.

## Localidades na vizinhança
O diagrama seguinte representa as localidades num raio de 24 km ao redor de Olustee.